# Aenne Biermann

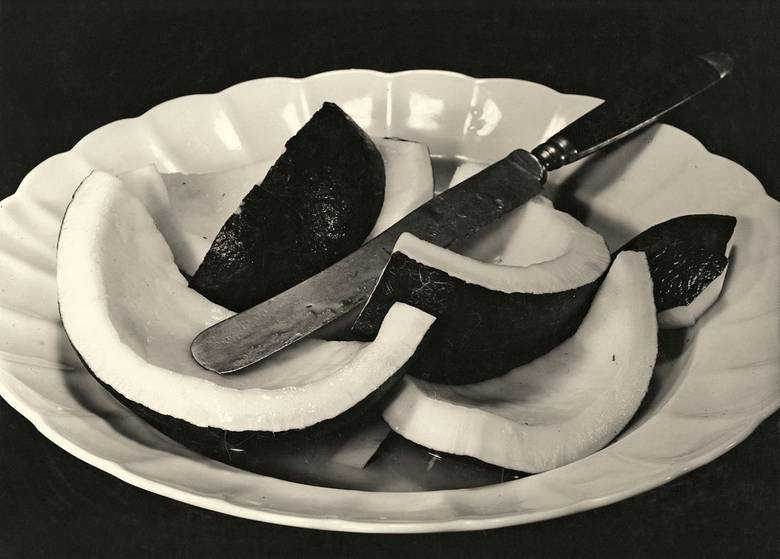
Cocosnuss, 1929

Aenne Biermann   (Goch, 8 de març de 1898 - Gera, 14 de gener de 1933), nascuda Anna Sibilla Sternfeld, era una fotògrafa alemanya d'origen Asquenazita. Fou una de les més importants proponents de la Nova Objectivitat, moviment artístic significatiu que va desenvolupar-se a Alemanya en 1920.

## Biografia
Biermann va néixer el 8 de març de 1898, a Goch, una ciutat a Rhin del Nord-Westphalia. Va néixer a una rica família Asquenazita; el seu pare Alfons Sternfeld tenia una fàbrica de pell que havia heretat del seu pare Wolfgang Sternfeld. Sa mare era Julie Geck. En 1920 Aenne Sternfeld Herbert es va casar amb Joseph Biermann, un ric marxant tèxtil de Goch. La parella va tindre dos xiquets; en 1921 una filla anomenada Helga i en 1923 un fill anomenat Gershon. Aenne va morir d'una malaltia del fetge en 1933 a Gera.

## Carrera
Biermann fou una fotògrafa autodidàctica. Els seus models van ser els seus dos fills, Helga i Gershon. La majoria de fotografies de Biermann van ser fetes entre 1925 i 1933. Gradualment va esdevenir en una de les més importants proponents de la Nova Objectivitat, un important moviment d'art en la República de Weimar. La seua feina era reconeguda internacionalmenta finals de 1920, quan va formar part d'una important exposició de fotografia alemanya.
Les exposicions més importants dels seus treballs inclouen el Munich Kunstkabinett, el Deutscher Werkbund i l'exposició de Folkwang Museum en 1929. Altres importants exposicions inclouen l'exposició titulada Das Lichtbild feta a Múnic en 1930 i la 1931 exposició alPalais des Beaux Arts a Brussel·les. De de 1992 el Museu de Gera realitza el concurs anual pel Premi Aenne Biermann de Fotografia Contemporània Alemanya, que és un dels esdeveniments més importants d'aquest tipus a Alemanya.